# Erites elegans
Erites elegans är en fjärilsart som beskrevs av Butler 1868. Erites elegans ingår i släktet Erites och familjen praktfjärilar. IUCN kategoriserar arten globalt som livskraftig. Inga underarter finns listade i Catalogue of Life.